# 失魂
《失魂》是一部由鍾孟宏執導的2013年臺灣電影。本片獲選為2013年台北電影節開幕片，並获得第50屆金馬獎最佳導演、男主角、攝影、美術設計、音效计五項提名，亦代表臺灣角逐2014年第86屆奧斯卡最佳外語片獎。

## 劇情綱要
日本料理師傅阿川（張孝全飾）與父親關係疏離，某天在工作中突然昏倒，店內同事將阿川緊急送往醫院檢查，卻找不出阿川昏倒的原因。同事將阿川送回家中休養，此時見到父親（王羽飾）與姐姐的阿川卻像是看到陌生人一樣。相隔不久，父親發現女兒渾身是血倒臥在地，一旁的阿川仍然面無表情。感到哀痛與疑惑的父親質問著兒子怪異的舉動，得到的答案卻讓原本平靜的生活掀起一陣巨浪。

## 演員
- 王羽 飾 阿川爸爸王先生
- 張孝全 飾 阿川
- 梁赫群 飾 警員小吳（阿川童年玩伴）
- 陳湘琪 飾 阿川姐姐小芸
- 戴立忍 飾 阿川姊夫
- 庹宗華 飾 楊警官
- 金士傑 飾 送信者
- 陳玉勳 飾 吳醫師
- 黃健瑋 飾 阿川同事
- 納豆 飾 阿川同事
- 吳朋奉 飾 阿川同事

## 獎項
| 頒獎典禮         | 獎項         | 受獎者         | 結果 |
| ---------------- | ------------ | -------------- | ---- |
| 第15屆台北電影獎 | 最佳劇情長片 | 鍾孟宏         | 獲獎 |
| 第15屆台北電影獎 | 最佳男主角   | 王羽           | 獲獎 |
| 第15屆台北電影獎 | 最佳攝影     | 中島長雄       | 獲獎 |
| 第15屆台北電影獎 | 最佳音樂     | 曾思銘         | 獲獎 |
| 第50屆金馬獎     | 最佳導演     | 鍾孟宏         | 提名 |
| 第50屆金馬獎     | 最佳男主角   | 王羽           | 提名 |
| 第50屆金馬獎     | 最佳攝影     | 中島長雄       | 提名 |
| 第50屆金馬獎     | 最佳美術設計 | 趙思豪         | 提名 |
| 第50屆金馬獎     | 最佳音效     | 杜篤之、郭禮杞 | 獲獎 |

## 外部連結
- 失魂的Facebook專頁
- Yahoo奇摩電影上《失魂》的資料（繁體中文）
- MSN娛樂上《失魂》的資料（繁體中文）

- 開眼電影網上《失魂》的資料（繁體中文）
- 香港影庫上《失魂》的資料（繁體中文）
- 时光网上《失魂》的資料（简体中文）
- 豆瓣电影上《失魂》的資料 （简体中文）
- 爛番茄上《失魂》的資料（英文）
- AllMovie上《失魂》的资料（英文）
- 互联网电影数据库（IMDb）上《失魂》的资料（英文）